# آپونو
آپونو (به فرانسوی: Appenans) یک کمون در فرانسه است که در canton of L'Isle-sur-le-Doubs واقع شده‌است. آپونو ۴٫۰۷ کیلومتر مربع مساحت دارد.